# Greg Fillmore
Gregory Paul "Greg" Fillmore (Filadelfia, Pensilvania, 7 de marzo de 1947) es un exjugador de baloncesto estadounidense que disputó dos temporadas en la NBA, además de jugar en la EBA. Con 2,16 metros de estatura, jugaba en la posición de pívot.

## Trayectoria deportiva

### Universidad
Jugó durante su etapa universitaria con los Wolves de la Universidad de Cheyney de Pensilvania.

### Profesional
Fue elegido en el puesto 136 del Draft de la NBA de 1970 por New York Knicks, donde en su primera temporada promedió 2,6 puntos y 2,4 rebotes por partido.
Renovó al año siguiente por una temporada más, pero tras diez partidos en los que promedió 1,5 puntos y 1,5 rebotes, fue despedido.
Jugó el resto de su carrera en los Allentown Jets de la EBA, con los que ganó un campeonato en 1972, aunque intentó regresar a la NBA ese mismo año fichando por Atlanta Hawks, pero fue finalmente descartado.

## Estadísticas de su carrera en la NBA

### Temporada regular
| Temporada | Edad | Equipo          | Liga | P  | TIT | MIN | TC  | TCA | %TC  | 3P | 3PA | %3P | TL  | TLA | %TL  | R.OF. | R.DEF. | REB | ASIS | ROB | TAP | PER | FP  | PTS |
| 1970-71   | 23   | New York Knicks | NBA  | 39 |     | 6.9 | 1.2 | 2.6 | .441 |    |     |     | 0.3 | 0.7 | .481 |       |        | 2.4 | 0.4  |     |     |     | 2.1 | 2.6 |
| 1971-72   | 24   | New York Knicks | NBA  | 10 |     | 6.7 | 0.7 | 2.7 | .259 |    |     |     | 0.1 | 0.3 | .333 |       |        | 1.5 | 0.3  |     |     |     | 1.7 | 1.5 |
| Total     |      |                 | NBA  | 49 |     | 6.9 | 1.1 | 2.6 | .403 |    |     |     | 0.3 | 0.6 | .467 |       |        | 2.2 | 0.4  |     |     |     | 2.0 | 2.4 |

### Playoffs
| Temporada | Edad | Equipo          | Liga | P | MIN | TCA | TC | 3PA | 3P | TLA | TL | R.OF. | REB | ASIS | ROB | TAP | PER | FP | PTS | %TC  | %3P | %FT | MIN | PTS | REB | AST |
| 1970-71   | 23   | New York Knicks | NBA  | 8 | 24  | 0   | 4  |     |    | 0   | 0  |       | 8   | 1    |     |     |     | 9  | 0   | .000 |     |     | 3.0 | 0.0 | 1.0 | 0.1 |
| Total     |      |                 | NBA  | 8 | 24  | 0   | 4  |     |    | 0   | 0  |       | 8   | 1    |     |     |     | 9  | 0   | .000 |     |     | 3.0 | 0.0 | 1.0 | 0.1 |